# Franz Egon von Fürstenberg (Fürstbischof)

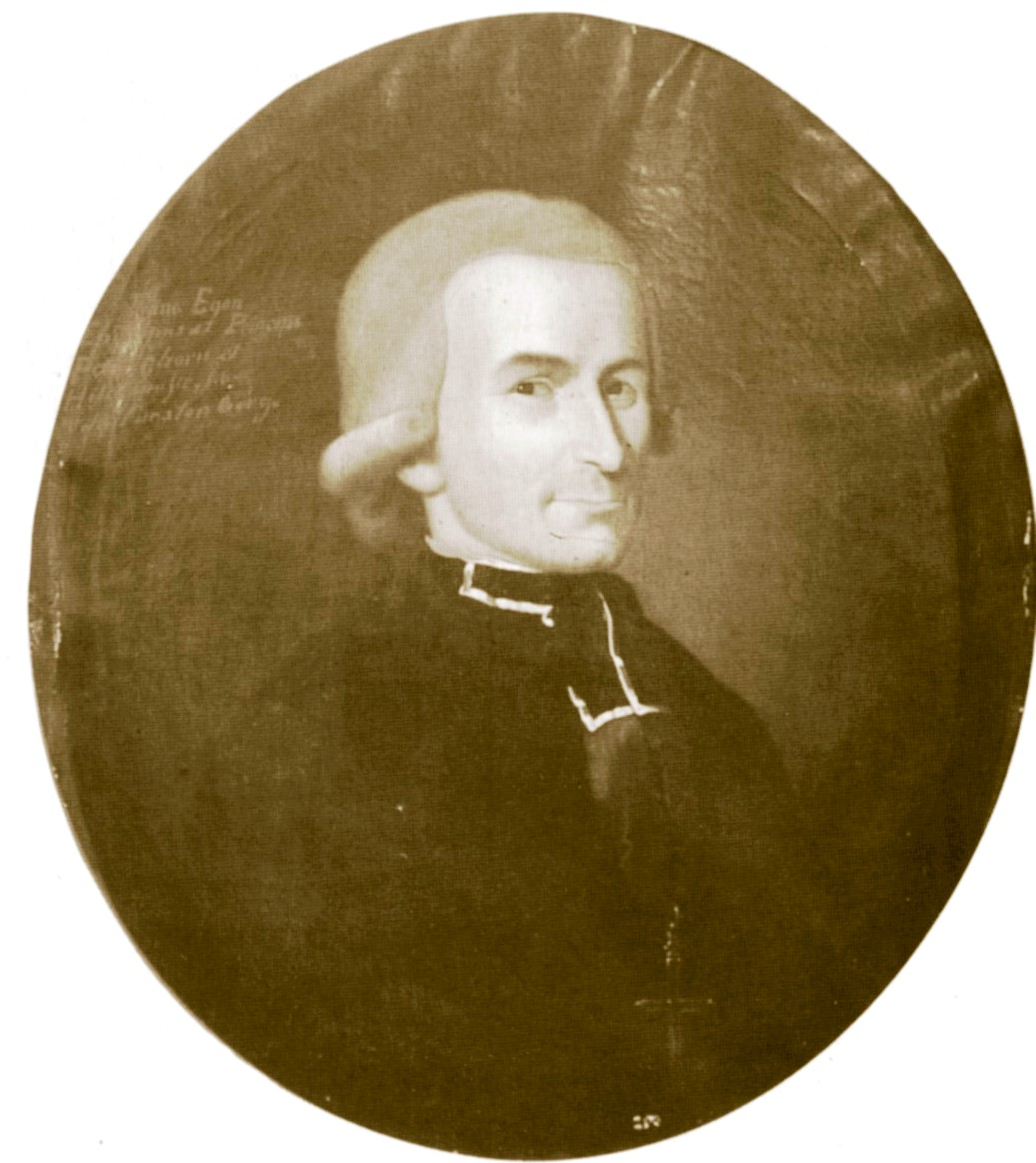
Franz Egon von Fürstenberg (Ölgemälde um 1790)

Franz Egon Freiherr von Fürstenberg (* 10. Mai 1737 auf Schloss Herdringen bei Arnsberg; † 11. August 1825 in Hildesheim) war der letzte Fürstbischof von Hildesheim und Paderborn.

## Herkunft, Ausbildung und Aufstieg
Franz Egon von Fürstenberg war Sohn von Christian Franz Dietrich von Fürstenberg und dessen dritter Frau Anna Helene von Galen, Tochter des Wilhelm Goswin Anton von Galen. Seine älteren Brüder Ferdinand Joseph, Friedrich Karl und Franz Friedrich Wilhelm waren Domherren. Als nachgeborener Sohn war er von Anfang an für die geistliche Laufbahn bestimmt. Zunächst erhielt er seine schulische Ausbildung durch einen Hauslehrer, ehe er auf das Dreikönigsgymnasium in Köln wechselte. Im Anschluss studierte er an den Universitäten in Köln und Mainz. Während seiner Ausbildung hatte er relativ wenig Kontakt mit den Ideen der Aufklärung, da diese stark von jesuitischen Lehrern und Professoren bestimmt war. Den Abschluss seines Studiums machte Franz Egon bei einem Aufenthalt in Rom von 1761 bis 1763.
Bereits im Alter von elf Jahren erhielt er 1748 die Anwartschaft auf eine Domherrenstelle in Halberstadt und 1764 eine in Münster und eine weitere in Hildesheim. Dort lag auch der Anfang seiner kirchlichen Laufbahn. Im Jahr 1768 wurde er dort zum Hofrat ernannt und 1769 wurde er zum Dechanten gewählt. Bereits 1776 wurde er dort zum Dompropst gewählt und außerdem zum Generalvikar und Offizial ernannt. Gleichzeitig wurde er Geheimer Rat und Präsident der Regierung und hatte damit neben seinen geistlichen auch wichtige weltliche Ämter im Hochstift Hildesheim inne. Als Fürstbischof Friedrich Wilhelm von Westphalen erkrankte, hatte von Fürstenberg auf Grund seiner Position, aber auch durch die Unterstützung Preußens gute Chancen auf die Stellung eines Koadjutors mit dem Recht der Nachfolge. Gegen den Gegenkandidaten Friedrich Moritz von Brabeck, der vor allem von der Sauerländer Familie Spiegel von Desenberg unterstützt wurde, setzte sich Franz Egon am 7. März 1786 durch und er wurde zum Titularbischof von Derbe ernannt. Zwar beschränkte sich diese Position offiziell auf Hildesheim, aber auf Grund der seit längerem bestehenden Personalunion war die Bestätigung in Paderborn nur noch eine Formsache. Am 27. Januar 1788 empfing von Fürstenberg im Hildesheimer Dom die Bischofsweihe und übernahm nach dem Tod seines Vorgängers am 6. Januar 1789 vollständig die Leitung beider Bistümer.

## Reformen und ihre Grenzen
Die Situation im Hochstift Paderborn war ungünstig. Das Land litt unter einer großen Finanznot und Franz Egon verzichtete daher zu seiner Amtseinführung auf die sonst üblichen kostspieligen Feierlichkeiten. Allerdings machte er sich bei den Untertanen nicht viele Freunde und brachte ihm dies den Ruf eines Geizhalses ein. Auch ein wirkliches umfassendes Reformwerk wurde durch die schlechte finanzielle Situation und durch den zu erwartenden Widerstand der Stände kaum zu erwarten. Allerdings versuchte Franz Egon zumindest die seit dem Siebenjährigen Krieg auf den beiden Bistümer lastenden Schulden abzubauen. Allerdings machte der erste Koalitionskrieg gegen das revolutionäre Frankreich diesem Ziel ein rasches Ende. Die schlechte finanzielle Lage begrenzte von vorneherein alle Bemühungen um eine Politik der Gewerbeförderung. Immerhin hat von Fürstenberg die bislang strengen Zunftschranken etwas gelockert. Andere Maßnahmen, wie die Förderung einer rationalen Forstwirtschaft, wirkten sich zu seiner Regierungszeit nicht mehr aus. Wichtiger waren die Reformen im Schulwesen. Dabei orientierte sich Franz Egon teilweise am Vorbild seines Bruders Franz von Fürstenberg im Hochstift Münster. So wurde eine Schulordnung erlassen, die von der damaligen Pädagogik als besonders fortschrittlich gelobt wurde. Auch eine Normalschule zu besseren Ausbildung der Lehrer wurde eingerichtet. In den Gymnasien wurde die lateinische Sprache von Deutsch als allgemeiner Unterrichtssprache abgelöst.
An der insgesamt wirtschaftlich schlechten Position änderte sich freilich kaum etwas. Daher hatte der Fürstbischof zunehmend mit Kritik und Aufsässigkeit der Untertanen zu rechnen. Vor allem im Bistum Hildesheim führten die Berichte über die französische Revolution zu einer Gärung in der Bevölkerung. Franz Egon reagierte darauf insgesamt gelassen, setzte aber auch notfalls Militär zur Niederschlagung von Tumulten ein. Da die Kräfte des Bistums nicht ausreichten, griff er auf die Truppen der benachbarten Landgrafschaft Hessen zurück.

## Säkularisation
Das Ende des alten Reiches und die Säkularisation der geistlichen Staaten im Jahr 1802 kamen für Franz Egon nicht völlig unerwartet. Zwar versuchte er diese Entwicklung aufzuhalten, bemühte sich aber, als die Entscheidung gefallen war, mit den neuen preußischen Behörden zusammenzuarbeiten. Der Fürstbischof verlor zwar seine weltlichen Zuständigkeiten, behielt aber sein geistliches Amt. In der Folge gab es dann erhebliche Unstimmigkeiten zwischen den Preußen und dem Bischof etwa in Fragen der Priesterbesoldung oder des Aufsichtsrechts über die Schulen. Im Jahr 1807 wechselte mit der Gründung des Königreichs Westphalen erneut der Landesherr und Franz Egon hatte einen Eid auf König Jérôme Bonaparte abzulegen. Nach dem Ende der napoleonischen Herrschaft 1815 war Franz Egon einer der wenigen noch amtierenden Bischöfe und unterstand für Paderborn wieder Preußen und für Hildesheim dem Königreich Hannover. In seinen letzten Lebensjahren nahm er noch erheblichen Einfluss auf die nach seinem Tod anstehende Neuabgrenzung der Diözesen. Beide Bistümer sollten nach Plänen aus Berlin und Hannover aufgelöst und deren Zuständigkeiten an die Bistümer Osnabrück beziehungsweise Münster übergehen. Nicht zuletzt dem Bemühen Franz Egons in Rom war es zu verdanken, dass stattdessen beide Bistümer bestehen blieben und Paderborn durch die Angliederung des ehemaligen kurkölnischen Sauerlandes sowie die Zuständigkeit für die ehemaligen Bistümer Magdeburg, Halberstadt und anderen noch gestärkt wurde.
Franz Egon starb im fürstbischöflichen Residenzschloss in Hildesheim, wo er seit 1802 seine ständige Wohnung hatte. Er wurde im Mittelschiff des Hildesheimer Doms begraben.